# Rainforest Alliance

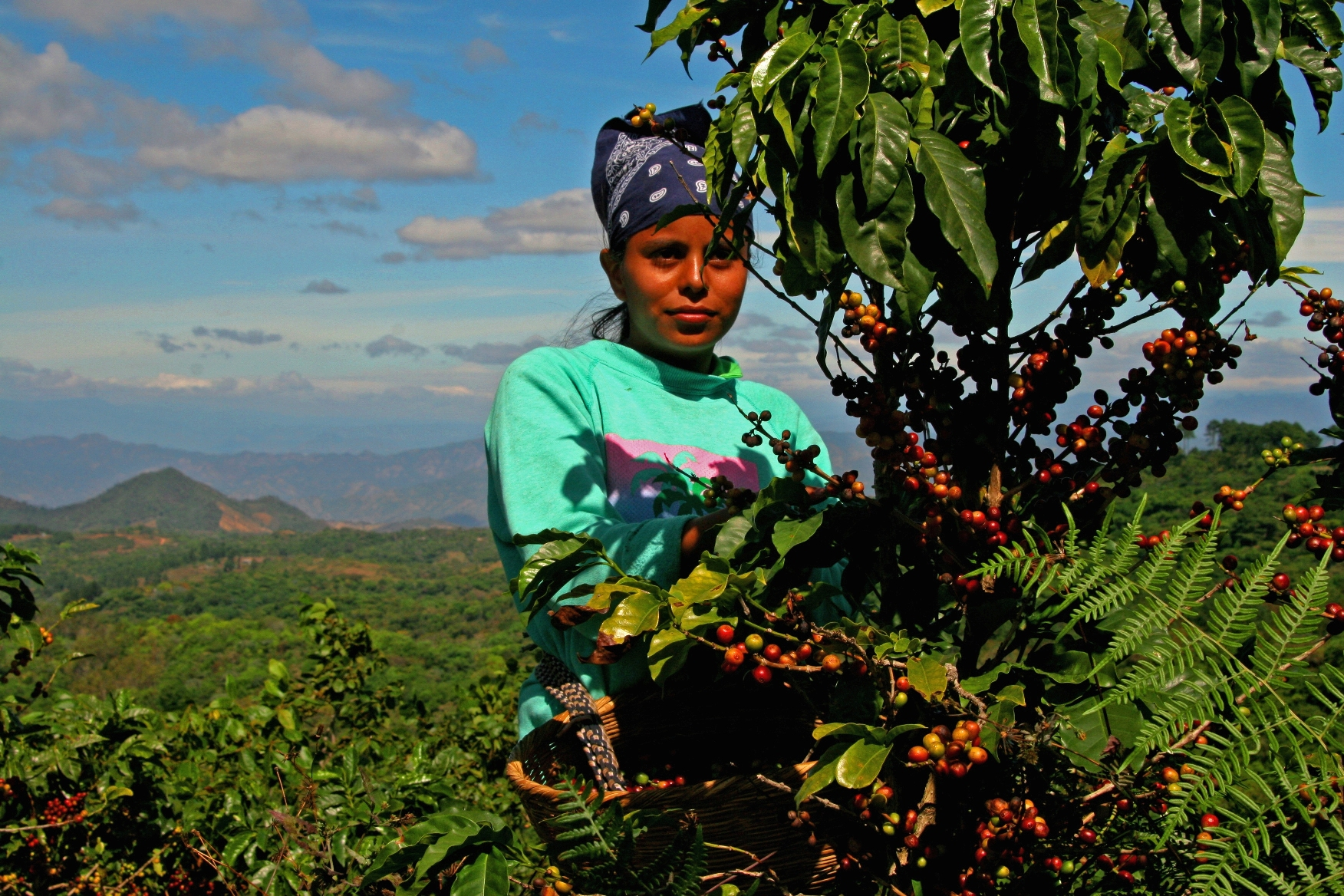
En kvinna plockar kaffebönor i en backe i Rainforest Alliance-certifierade kooperativet Ciudad Barrios i El Salvador

Rainforest Alliance är en ideell organisation som arbetar för att bevara den biologiska mångfalden och för en hållbar utveckling, genom att påverka markanvändningsmetoder, affärsseder och kundbeteenden. Organisationens huvudkontor ligger i New York och det finns ytterligare kontor runt om i USA och världen. Rainforest Alliance grundades 1987 av Daniel Katz som fortfarande är involverad i organisationen som styrelseordförande. Sedan 2016 är Nigel Sizer VD för organisationen. Nigel Sizer var, innan han tillträdde rollen på Rainforest Alliance, global ledare för World Resources Institutes (WRI) skogsprogram.
Rainforest Alliance arbetar med att sprida bra jordbruksmetoder. Grödor som har producerats på certifierade odlingar får använda organisationens märkning.

## Rainforest Alliance program

### Rainforest Alliance program för hållbart skogsbruk
Rainforest Alliance program för hållbart skogsbruk arbetar för att tillgodose den växande efterfrågan på träd och annan skogsflora vars tillgång sjunker, genom att uppmuntra till bättre arbetsmetoder.  I en rapport från Wood Product Legality Verification System, som publicerades 2008, utsågs Rainforest Alliances SmartWood-program till det främsta av sju stora kontrollprogram för lagenligheten av trätillgångar. I rapporten noterades att SmartWood ”är det enda systemet som verkligen är utvecklat på ett sätt som motsvarar förväntningarna av flera intressenter och det enda system som kräver ’förhandsgodkännande’ av den lokala befolkningen.
Rainforest Alliance lanserade 1989 världens första certifieringsprogram för hållbart skogsbruk för att uppmuntra marknadsdriven, miljö- och samhällsansvarig hantering av skogar, träd, odlingar och skogsresurser. Fyra år senare, 1993, hjälpte organisationens SmartWood-program till och grundade Forest Stewarship Council (FSC), en ideell organisation som stödjer ansvarsfull skogshantering. SmartWood är nu krediterade att certifiera skogsverksamheter som möter FSC:s miljö- och samhällskriterier. Certifierade verksamheter kan använda märkningen på träprodukter så att kunder vet att virket som de köper kommer från skogar som är hanterade utefter principer som är utformade för att bevara den biologiska mångfalden och skydda rättigheterna för anställda och lokalbefolkningen. SmartWood har certifierat mer än 108 miljoner tunnland (43,800,000 hektar)  skog över hela världen, vilket betyder att SmartWood är den största FSC-attesteraren i världen. Programmet har även rankats som ”bäst i klassen” enligt ”Wood Products Legality Verification Systems: An Assessment” en oberoende rapport framställd av Greenpeace.
Rainforest Alliance arbetar också för att presentera certifierade samhällen och företag för köpare av skogsprodukter. De arbetar för att bidra till hållbar försäljning genom att hjälpa certifierade samhällen och företag att marknadsföra sina produkter effektivt och öka den tekniska kompetensen. De stödjer miljöbyggen och hjälper företag som köper skogsprodukter att införa hållbarhet i sin inköpspolicy, dessutom arbetar de med att öka efterfrågan på certifierade produkter.
Rainforest Alliances skogsbruksprogram utbildar kunder och anställda i skogsindustrin i hållbarhet och certifiering, dessutom erbjuder de små skogsbruk möjlighet att lära sig om certifiering genom att erbjuda dem utbildning och teknisk assistans.

### Rainforest Alliances klimatkompensationskontrollering
Rainforest Alliance kontrollerar klimatkompensationsprojekt utefter de kriterier som behandlar utsläpp av växthusgas, bevarande av biologisk mångfald och hållbar försörjning.  Rainforest Alliance verifierar projekt efter de kriterier som är framställda av Climate, Community & Biodiversity Alliance, Chicago Climate Exchange och Plan Vivo. 

### Rainforest Alliances program för hållbart jordbruk
Programmet för hållbart jordbruk arbetar för att kombinera produktivt jordbruk, biologisk mångfald och mänsklig utveckling. För att en odling ska bli Rainforest Alliance-certifierad måste den uppfylla organisationens samhälls- och miljökriterier. Dessa kriterier innefattar bevarande av ekosystemen, djur- och naturliv samt rättvis behandling och bra förutsättningar för anställda (vilket inkluderar sjukvård, utbildning och rimliga löner), mark- och vattenbevarande samt strukturerad skadedjurs- och avfallshantering. Certifieringsprogrammet för hållbart jordbruk har blivit utsett till ”Fairtrade lite”  i nyhetsartiklar publicerade av The Guardian och The Manchester Evening News. Programmet har också blivit kritiserat av akademikerna Daniel Jaffee, från Michigan State University, och professor Alex Nicholls från Oxford University, som anser att de tillhandahåller gröntvättstäckning för transnationella företag, genom att de möjliggjort för företag som Chiquita och Kraft en billig väg att nå den etiska kundmarknaden.  Några omstridda problem inkluderar certifieringssystemets avsaknad av: bidragssystem, garanterade minimipriser samt att det är tillåtet att använda märkningen på kaffe som endast innehåller 30 % certifierade kaffebönor. Om en vara innehåller mindre än 90% måste procenttalet (30%, 50% eller 70%) tydligt anges i direkt anslutning till sigillet. Rainforest Alliance tillåter en lägre inblandning av certifierade råvaror för att öka den sammanlagda efterfrågan på certifierade produkter i odlingsländerna. Däremot lovordar etiska organisationer och konsumentrapporter certifieringen från Rainforest Alliance. Konsumentrapporter kallar organisationen ”tydlig och meningsfull som stöd för hållbart jordbruk, socialt ansvarstagande och strukturerad skadedjurshantering.”  Etiska organisationer sammanfattar kort ”noggranna.”
Rainforest Alliances program för hållbart jordbruk övervakar certifieringen av odlingar som producerar tropiska grödor, vilka inkluderar; kaffe, bananer, kakao, apelsiner, snittblommor, ormbunksväxter och te. För att bli certifierade måste odlingarna uppnå ett antal miljö- och samhällskrav som inkluderar agrokemisk reduktion, bevarande av ekosystem samt hälsan och säkerheten för de anställda. Under 1991 utarbetade Rainforest Alliance organisationens första krav för hållbart jordbruk. Tre år senare certifierades den första bananplantagen, ägd av Chiquita, i Costa Rica. Sedan millennieskiftet är samtliga Chiquita-ägda bananplantager Rainforest Alliance-certifierade. Daniel Esty, professor i miljöforskning och policy på Yale University, och Andrew Winston, direktör för kooperativa miljöstrategiprojekt på Yale Universitet, rapporterar att Chiquita spenderade 20 miljoner dollar under 10 år för att deras odlingar skulle uppnå Rainforest Alliances kriterier och därmed bli certifierade. Esty and Winston benämner Chiquita – Rainforest Alliance partnerskap ”ett av de mest strategiska och effektiva i världen”.  Unilever, världens största teföretag, planerar att få alla sina Lipton-teplantager certifierade av Rainforest Alliance innan 2015.  Rainforest Alliance uppmuntrar företag och kunder att stödja hållbart jordbruk genom att köpa produkter som är producerade på certifierade odlingar. Cirka 3,5 miljoner hektar land på mer än 1,2 miljoner odlingar, flertalet småskaliga, är Rainforest Alliance-certifierade. 

#### Kriterier & krav för skörden
Standarderna  tas fram av Sustainable Agriculture Network som är en sammanslutning av lokala miljöorganisationer i Syd- och Centralamerika. 
I standarderna finns 94 kriterier. För att en odling ska bli certifierad krävs att 80 procent av kriterierna uppnås. Beroende på vilken gröda och vilken biotop som avses finns kompletterande kriterier och tekniska kontrollpunkter. Kriterierna är uppdelade i tio principer, kriteriegrupper.
- Planering- och ledningssystem
- Bevara ekosystem
- Skydda djurliv
- Bevara vattenresurser
- Goda arbetsförhållanden och rättvis behandling av arbetare
- Arbetarskydd och säkerhet
- Samhällsrelationer
- Förbättrade odlingsmetoder, IP-odling
- Markskydd
- Avfallshantering

För att få och behålla certifiering kräver Rainforest Alliance att odlingarna uppfyller minst 50 % av kraven i varje kriteriegrupp samt 80 % av de totala kriterierna.  Flera av dessa kriterier är kritiska och måste vara uppfyllda för att en odling ska bli certifierad. 
Dessa kritiska krav inkluderar men är inte begränsade till:
- Odlaren måste ha en plan för hur odlingen ska utvecklas inom de tio principerna
- Det är förbjudet att jaga och sälja vilda djur.
- Det är förbjudet att göra utsläpp av orenat avloppsvatten i vattendrag.
- Odlingarna får inte diskriminera i arbets- och anställningsprocedurer och policies.
- Det är förbjudet att anställa barn under 15 år.
- Minimilön
- Man måste använda personlig skyddsutrustning vid hantering av agrokemikalier.
- Endast tillåtna agrokemikalier får användas på certifierade odlingar.
- Genmodifierade grödor är förbjudna.

#### Rainforest Alliance märkning
Rainforest Alliances certifieringsmärkning finns endast på produkter som uppfyller kraven och kriterierna för skördarna enligt ovan. Enligt nya konsumentrapporter anses certifieringsmärkningen på jordbruksprodukter vara ”högst betydelsefull.” De noterade att ”The Rainforest Alliances certifieringsmärkning är tydlig och meningsfull till stöd för hållbart jordbruk, socialt ansvarstagande och strukturerad skadedjurs- och avfallshantering”. Rainforest Alliance-märkningen innefattar inte bönder och anställa direkt, utan deras arbetsförhållanden. Det betyder att organisationen bakom märkningarna är oberoende från de produkter som den certifierar. I februari 2008 kallade Ethical Corporation  Rainforest Alliances certifiering ”strikt, oberoende kontrollsystem.” 

### Rainforest Alliance program för hållbar turism
Turismprogrammet arbetar med att hjälpa turismentreprenörer att bevara miljön och bidra till den lokala försörjningen medan de förbättrar sina egna finansiella möjligheter. Programmet håller också ett register över olika certifieringsprogram som fokuserar på att främja hållbar turism.
Rainforest Alliance lanserade år 2000 ett program för hållbar turism som erbjuder små och mellanstora turistföretag i Latinamerika träning och verktyg för att minimera sin påverkan på miljön och de lokala samhällena. Eftersom det finns ungefär 70 existerande certifieringsinitiativ för hållbar turism världen över, beslutade Rainforest Alliance att det skulle vara med produktivt att ge stöd till lokala certifieringsprogram (istället för att skapa en egen certifieringsmall), hjälpa dem att öka deras internationella igenkännande och etablera regionala nätverk för certifieringsprogram för att dela resurser och information och skapa gemensamma krav på certifieringskriterier. De erbjuder också stöd med marknadsföring, träning och teknisk assistans till certifierade företag och företag som är på väg att bli certifierade. Dessutom arbetar de internationellt för att skapa samarbete med turismföretag (hotell, vandrarhem, reseförsäljare osv.) för att göra hela turistlogistiken grön. I mars 2008 berättade Discovery Channel att ”Rainforest Alliance har varit ledande i utformningen av en slags metaanalys av de olika programmen som drivs i Nord- och Sydamerika – vilket möjligtvis leder till en världsomfattande standard för var ekoturism borde vara”. 

#### Certifiering av hållbar turism
Rainforest Alliance arbetar också för att samordna certifieringsprogram för hållbar turism i Nord- och Sydamerika genom nätverket Sustainable Tourism Certification Network of the Americas. Målet för nätverket är att främja hållbar turism i regionen genom att: stärka turisminitiativ baserade på ömsesidig respekt och kännedom, främja gemensamt arbete, skapa samordnade system samt dela information och erfarenhet. 

#### Eco-index: registret för hållbar turism
Rainforest Alliance har skapat ett register på destinationer för hållbar turism.  Enligt New York Times är ”Eco-index för hållbar turism en ny webbsida skapad av Rainforest Alliance, som listar miljö- och samhällsansvariga turistföretag, och hotell, i Latinamerika och Karibien. Listorna finns på engelska och spanska. För att bli inkluderade i listan måste företagen vara certifierade av ett eko-turismcertifieringsprogram som är rekommenderat av en känd miljöbevarandeorganisation”. 

### Rainforest Alliances utbildningsprogram
Rainforest Alliance arbetar för att hjälpa människor i alla åldrar att förstå den roll som varje individ spelar i bevarandet av den biologiska mångfalden. De gör detta genom sin utbildningssida som utformad i samarbete av utbildningsexperter och deras Adopt-a-Rainforest-program. De arbetar också med flera skolor runt om i USA för att hjälpa lärare utforma lektionsplaner. 

#### Utbildningssidan
Rainforest Alliance har skapat en gratis webbaserad utbildningsplan som erbjuder hela lektionsplaneringar, historier, presentationer, affischer och artiklar om samhället och naturen i Latinamerika. Sidan finns tillgänglig på engelska, spanska och portugisiska. Dessutom har de skapat metoder för bevarandeprojekt för elever från förskolan till högstadiet. 

#### Adopt-A-Rainforest
Genom Rainforest Alliances Adopt-A-Rainforest-program kan individer och skolor donera pengar för att stödja de program som är beskrivna i lektionsplanerna. Dessa donationer kan göras direkt på Rainforest Alliances webbsida och det finns beskrivningar som berättar exakt vart pengarna går och erbjuder tips och idéer för hur man kan göra insamlingar.

### Ekoindexet
Rainforest Alliance har utvecklat Eco-index, en tvåspråkig (engelska och spanska) databas med mer än 1 250 profiler på bevarandeprojekt i Nord-, Central- och Sydamerika och Karibien. Databasen ger besökarna tillgång till information om projekten som bland annat innehåller en sammanfattning av deras arbete, syftet med projektet, kontaktinformation, projektbudget och finansiärer, mål och bedrifter, lärdomar, rapporter och relaterade webbsidor. Användare kan söka i indexet på land, kategori, organisation, finansiär och/eller projektnamn. Sidan bidrar till att skapa ett enhetligt nätverk av miljökonservatorer genom att ge dem en plats där de kan dela projektdata och rapporter samt lärdomar och information om hur man bäst arbetar trots geografiska och språkmässiga barriärer. All information i databasen är tillgänglig på engelska och spanska, dessutom är profilerna för miljöbevarandeprojekt i Brasilien också tillgängliga på portugisiska.
En underavdelning till Eko-indexet är Hemisphere Migratory Species Initiative Pathway, en tvåspråkig webbsida som jämför behoven för prioriterade utrotningshotade arter med projekt, verktyg och resurser som finns tillgängliga för att hjälpa dem. 
Ytterligare en sida lanserades i januari 2006, the Eco-Index of Sustainable Tourism, vilket är en tvåspråkig databas för små- och medelstora verksamheter för hållbar turism i Latinamerika och Karibien. Alla verksamheter är certifierade av oberoende, tredjeparts certifieringsprogram för hållbar turism eller rekommenderade av ansedda miljöbevarandeorganisationer.[källa behövs]

## Kritik
Rainforest Alliances jordbrukscertifiering har blivit kritiserad av en rad akademiker och mediala källor. Manchester Evening News skriver[källa behövs] att kritiker har utnämnt Rainforest Alliance till ”Fairtrade light” efter att ha erbjudit företag som Chiquita och Kraft ett billigt sätt att få ta del av den etiska konsumentmarknaden. Alex Nicholls, professor i socialt entreprenörskap på Oxford University, kallade Rainforest Alliance-certifieringen ”ett enkelt val för företag som söker efter ’en billig utväg’”. Utöver prisproblemet har Michael Conroy, en oberoende konsult för certifieringen för hållbar utveckling och styrelseordförande på Transfair USA, kritiserat Rainforest Alliance i sin bok Branded! från 2007 för att ha ”litet mätbart inflytande på de faktiska förhållandena som arbetarna har och hur de får betalt”.

### Problem med minimipriser
Rainforest Alliances certifiering för hållbart jordbruk, likt certifieringstyperna UTZ Certified och organic, erbjuder inte producenterna ett minimipris eller garanterat pris.  Det gör dem sårbara för prisvariationer på marknaden. Exempelvis såldes ett pund standardkaffe 1980 för runt $1.20 i USA, medan det under 2003 såldes för runt $0.50, vilket inte täckte produktionskostnaden i många delar av världen.  Sedan dess har priset återhämtat sig en del, så att priset för arabica låg på ungefär $1,18/pund vid slutet av 2007. 
I mars 2007 rapporterade Ethical Corporation att på grund av högre priser på kaffemarknaden fick Rainforest Alliance-certifierade odlingar i genomsnitt $1,20/pund kaffe, eller 9 % mindre än minimipriset för Fairtrade och premium, eller 20 % mindre än det genomsnittliga priset som betalas till Fairtrade-certifierade producenter. I samma artikel kan man dock läsa ”Och Fairtrades premium är inte vad den brukade vara. När råvarupriserna stiger, minskar värdet på kravodlat kaffe för premiumodlarna” och citerar Chris Wille, chef för hållbart jordbruk på Rainforest Alliance ”Det handlar inte bara om priset…det handlar om marginalerna.” År 2008 utsåg magasinet Wille en av tio ”etiska ledare”.
Daniel Jaffee, professor på Michigan State University, har kritiserat Rainforest Alliance-certifieringen med påståendet att deras kriterier är ”argumenterbart lägre än Fairtrades” och sagt att ”de etablerar minimikrav på boende och sanitet men inrättar inget avtalat minimipris på kaffe. Krisartat är det också att odlingsägare bara behöver betala de anställda nationella minimilöner, en beryktat opålitlig standard”. 
The Economist, å andra sidan, verkar föredra Rainforest Alliances metod och skriver ”att garantera ett minimipris [som Fairtrade gör] betyder att det finns ingen uppmuntran för att förbättra kvalitén”. De skriver också att kaffedrickare säger ”kvalitén på Fairtrades bryggningar varierar mycket. Rainforest Alliance gör saker annorlunda. De garanterar varken minimipris eller erbjuder premium, men de tillhandahåller råd för utbildning. Kunder är ofta villiga att betala mer för en produkt med [Rainforest Alliance]-logga på eftersom det är en extra bonus, inte ett resultat av ett formellt subventionssystem; sådana produkter måste fortfarande slåss för sig själva på marknaden.

### Problem med finansiella bidrag till skörd
Rainforest Alliances avsaknad av direktiv för finansiella bidrag till skörd har varit en annan diskussionspunkt angående organisationens certifieringskriterier de senaste åren. Deras kriterier kräver inte att importörer erbjuder finansiella bidrag till skörd, ett nyckelvillkor enligt Whitni Thomas, chef för Access to Finance Initiative at NEF (New Economics Foundation). Thomas beskriver vidare att finansiella bidrag för ”finansiering av rättvis handel” är särskilt kritiskt för procedurer för handelsvaror, speciellt nu efter kollapsen av de formella låneprogrammen i många utvecklingsländer.  Rainforest Alliance arbetar inte med bidrag och reglerar inte handel. Organisationen arbetar för att sprida förbättrade markanvändningsmetoder som ger bönder större skördar av bättre kvalitet. Organisationens projekt finansieras ofta av såväl offentliga institutioner som olika FN-program och biståndsorganisationer i samarbete med lokala och globala företag.

### Användning av märkningen
Rainforest Alliance har blivit kritiserade för att tillåta användning av märkningen på produkter som innehåller endast 30 procent certifierade kaffebönor.  Enligt Michael Conroy, ordförande för TransFair USA:s styrelse, är denna användning av märkningen av ”högst förstörande dimension” av [Rainforest Alliance]s jordbrukscertifieringsprogram och ”ett allvarligt slag mot integriteten av certifieringen”: ”Yuban coffee, ett mycket populärt konserverat kaffe av lägre kvalité som finns tillgängligt i hela USA, annonserar stolt på framsidan av burkarna att 30 % av innehållet är certifierat av Rainforest Alliance. Vad ska kunderna tänka om de andra 70 procent av det kaffet? Att det är producerat med oansvarig användning av vatten och bekämpningsmedel? Inget av de andra certifieringsprogrammen som är anknutna till Rainforest Alliance, ’FSC Forest Certification’ och ’the Sustainable Tourism certification’, skulle tillåta användning av märkningen vid så låga procent.” Organisationen bemöter kritiken genom att säga att detta tillvägagångssätt uppmuntrar större inköp av certifierade kaffebönor, vilket resulterar i en större global påverkan på miljön och försörjningen av odlingssamhällen, eftersom stora rostare blandar bönorna med mainstream-märken. Konsumentrapporter  anser att Conroys slutsats om märkningen är missledande, de anser att den är ”tydlig och meningsfull”. I ett avsnitt av Britains Really Disgusting Food ifrågasätter komikern Alex Riley märkningen på Galaxy Chocolate från 2010, eftersom produkten innehåller palmolja som framtagits med metoder som är förödande för regnskogarna.[källa behövs] Talespersonen svarade att godkännandet gäller kakaon som används i produkten.[källa behövs] Kritiker anser att kunder tolkar markeringen som rekommendation av produkten och inte bara kakaon som används i produktionen.

### Fokus på plantagen
Av Rainforest Alliance-certifierade kaffeodlingar är 157 874 småskaliga odlingar (< 2 ha) medan 36 482 odlingar är stora och medelstora. Daniel Jaffe, professor på Michigan State University, har kritiserat Rainforest Alliance-certifieringen för att den fokuserar på stora och medelstora kaffeodlingar, till skillnad från Fairtrade som fokuserar på småbönders kaffeodlarkooperativ.[källa behövs]